# Definitely Maybe
Definitely Maybe is het debuutalbum van de Engelse band Oasis, oorspronkelijk uitgebracht door Creation Records.

## Geschiedenis
De plaat kwam binnen op nummer 1 in de Britse albumlijsten en was twaalf jaar lang het best verkochte debuutalbum. In Engeland bereikte het album zeven maal de platina status en in de Verenigde Staten ging het album meer dan een miljoen keer over de toonbank. Wereldwijd werden zeven miljoen albums verkocht.
In Nederland bleef het album tien weken in de Album Top 100, waarvan een week op de 55e positie.

## Tracklist
Alle nummers zijn geschreven door Noel Gallagher.
1. Rock 'N' Roll Star — 05:22
2. Shakermaker — 05:08
3. Live Forever — 04:36
4. Up in the Sky — 04:28
5. Columbia — 06:17
6. Sad Song — 04:27[6]
7. Supersonic — 04:43
8. Bring It on Down — 04:17
9. Cigarettes & Alcohol — 04:49
10. Digsy's Dinner — 02:32
11. Slide Away — 06:32
12. Married with Children — 03:11

### Bonus
1. Cloudburst (Japanse versie; bonustrack als vierde nummer)

### Bonus disc: Limited Edition
1. Whatever

### Bonus disc: Australië
1. Whatever
2. (It's Good) to Be Free
3. Half the World Away